# فرید بولایا
فرید بولایا (انگلیسی: Farid Boulaya؛ زادهٔ ۲۵ فوریهٔ ۱۹۹۳) بازیکن فوتبال اهل الجزایر است.
از باشگاه‌هایی که در آن بازی کرده‌است می‌توان به باشگاه فوتبال باستیا، باشگاه فوتبال ژیرونا، باشگاه فوتبال کلرمون فوت، و باشگاه فوتبال متس اشاره کرد.
وی همچنین در تیم ملی فوتبال الجزایر بازی کرده‌است.